# Premis Pulitzer de 1939
Els següents són els Premis Pulitzer de 1939.

## Premis de periodisme
- Servei públic:
  - Miami Daily News per a la seva campanya de destitució de la Comissió Municipal de Miami.[1]
  - Menció honorífica al Waterbury Republican (Connecticut) per "exposició de la corrupció municipal".[2]
- Informació:
  - Thomas Lunsford Stokes, de la Scripps-Howard Newspaper Alliance, per la seva sèrie d'articles sobre la suposada intimidació de treballadors de la Works Progress Administration a Pennsilvània i Kentucky durant unes eleccions. Els articles es van publicar a The New York World-Telegram.
- Corresponsalia:
  - Louis P. Lochner de l'Associated Press pels seus reportatges des de Berlín.
- Redacció Editorial:
  - Ronald G. Callvert de The Oregonian (Portland, Oregon) pels seus escrits editorials distingits durant l'any, com ho mostra l'editorial titulat "My Country 'Tis of Thee".

- Caricatura Editorial:

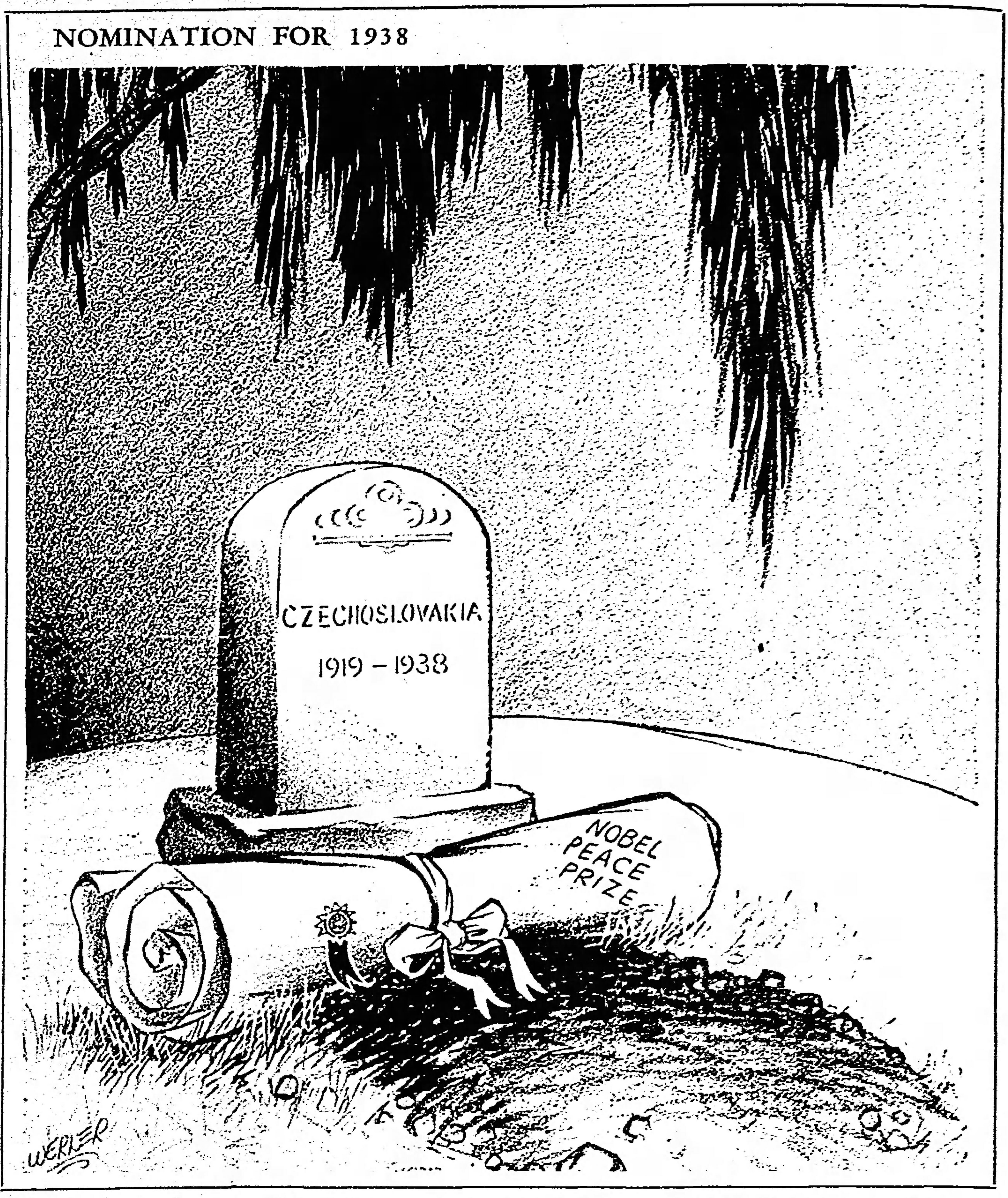
"Nomination for 1938", la Caricatura Editorial premiada

  - Charles G. Werner del Daily Oklahoman per "Nomination for 1938".[3]

## Premis de lletres i drama
- Novel·la:
  - The Yearling de Marjorie Kinnan Rawlings (Scribner).
- Drama:
  - Abe Lincoln in Illinois de Robert E. Sherwood (Scribner).
- Història:
  - A History of American Magazines (Una història de revistes americanes) de Frank Luther Mott (Harvard Univ. Press).
- Biografia o autobiografia:
  - Benjamin Franklin de Carl Van Doren (Viking Press).
- Poesia:
  - Selected Poems (Poemes seleccionats) de John Gould Fletcher (Farrar).